# Лиман бей
Лиман бей бил последния аянин на Кюстендилския санджак.
Споменът за него е предаден от Ами Буе, който го посетил. Възрастният Лиман бей направил голямо впечатление на Буе през 1836 г. със своята богата и интересна колекция от часовници, звънци и музикални инструменти.
По всяка вероятност, със смъртта на Лиман бей, в края на 30-те години на 19 век, бил ликвидиран като административна единица Кюстендилския санджак. Територията на Кюстендилския санджак била разделена между съседните Скопски санджак, Софийски санджак и Серски санджак. Самият Кюстендил отишъл към Скопския санджак. След няколко години, Кюстендил бил отделен от Скопския санджак и станал отново санджак към новосформирания Нишки еялет, след което бил присъединен, но вече като като първостепенна кааза (173 селища с три нахии - Полска, Пиянечка и Краищенска), към Софийски мютисерфелък на големия Дунавски вилает.